# Harold Greenwood
Harold Gustave Francis Greenwood, född 15 november 1894 i Peterborough i Ontario i Kanada, död 8 juli 1978 i Buckingham i England, var en brittisk ishockeyspelare. Han kom på fjärde plats i olympiska vinterspelen i Sankt Moritz 1928.